# Andowiak samotny
Andowiak samotny (Thomasomys apeco) – gatunek ssaka z podrodziny bawełniaków (Sigmodontinae) w obrębie rodziny chomikowatych (Cricetidae).

## Zasięg występowania
Andowiak samotny znany jest tylko z miejsca typowego w Andach w północno-środkowym Peru.

## Taksonomia
Gatunek po raz pierwszy zgodnie z zasadami nazewnictwa binominalnego opisali w 1993 roku peruwiańska teriolożka Mariella Leo i amerykański teriolog Alfred Gardner nadając mu nazwę Thomasomys apeco. Holotyp (dorosły samiec) pochodził z Valle de Los Chochos na wysokości 3280 m n.p.m., około 25 km na północny wschód od Pataz w Parque Nacional Río Abiseo w departamencie San Martín w Peru.
Autorzy Illustrated Checklist of the Mammals of the World uznają ten takson za gatunek monotypowy.

### Etymologia
- Thomasomys: Oldfield Thomas (1858–1929), brytyjski zoolog, teriolog; gr. μυς mus, μυος muos „mysz”[7].
- apeco: akronim APECO (Asociación Peruana para la Conservación de la Naturaleza), peruwiańskiego stowarzyszenia ochrony przyrody odpowiedzialnego za prowadzenie inwentaryzacji fauny w Parku Narodowym Rio Abiseo[8].

## Morfologia
Długość ciała (bez ogona) 237–238 mm, długość ogona 279–329 mm, długość ucha 27–31 mm, długość tylnej stopy 50–59 mm; masa ciała 164–333 g.

## Ekologia
Zamieszkuje lasy górskie na wysokości 3250–3380 m n.p.m. Gatunek naziemny.

## Populacja
Gatunek słabo rozpowszechniony.

## Zagrożenia
Nie zanotowano poważnych zagrożeń.